# گروه آنستیل
گروه آنستیل (انگلیسی: Ansteel Group) شرکت دولتی فولاد چینی است، که در سال ۱۹۱۶ تأسیس شد.